# Kaparna
Kaparna är ett speedwaylag från Göteborg som drivits av Göteborgs Motorsportslubb (bildat 1923). Namnet "Kaparna" började användas  1950, och under årens lopp vann man bland annat fyra SM-guld. Sedan moderklubbens konkurs 2008 ligger (elit)verksamheten i malpåse.

## Historik

### Bakgrund
Kaparna är/var representationslaget i speedway för Göteborgs Motorsportsklubb, vilken bildades 1923. 1950 introducerades namnet Kaparna för laget, och även klubben kom därefter att bli känd som Kaparna.

### Framgångsrika Elitserieår

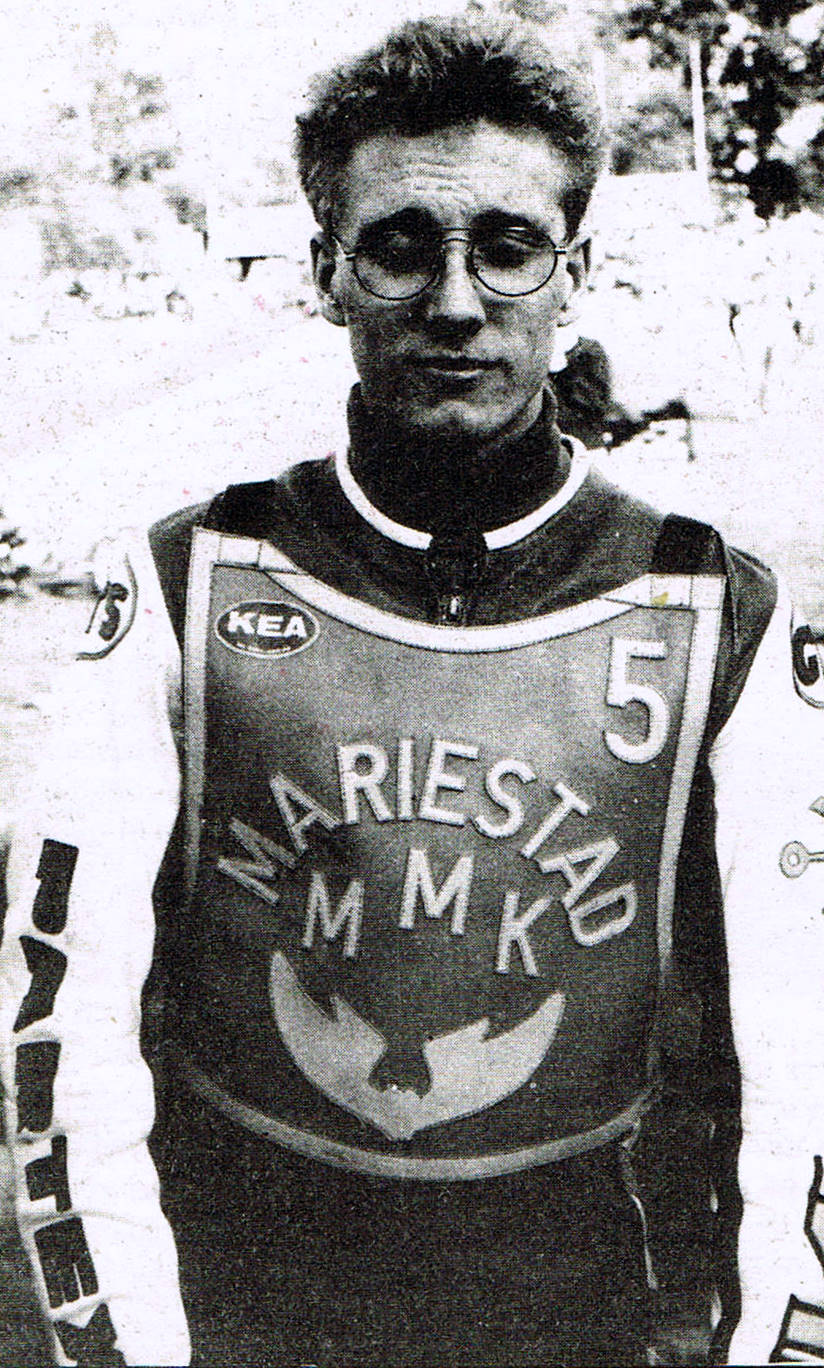
Peter Karlsson (bild från 1993) var lagkapten när Kaparna vann SM-guld 2003.

Klubben tillhörde i många år Elitserien i speedway. Åren 1968 och 1970 vann man Elitserien i Speedway, bland annat med Ove Fundin (klubbförare 1958–1970) och Göte Nordin i laget.
SM vanns även 1984 (bland annat med Jan Andersson i laget) och 2003. Lagkapten 2003 var Peter Karlsson, och man vann SM-finalen mot Smederna från Eskilstuna. Vid de framgångsrika åren i början av 2000-talet var Ryan Sullivan (Australien) och Joonas Kylmäkorpi två av de ledande profilerna.
2005 kom man på sista plats och flyttades ner till Allsvenskan.

### 2007 och 2008
Efter en säsong i Allsvenskan återkom klubben till Elitserien 2007. 
Hemmaarena var tidigare Arendalsbanan, men klubben avsåg att flytta till en ny bana i Säve. På grund av att klubben dittills inte fått någon finansieringshjälp från kommunen hade någon ny bana inte påbörjats. En återgång till den gamla banan förhindrades av en tvist mellan klubben och byggföretaget NCC. Kaparna körde därför sina hemmamatcher 2007 borta, på banor i till exempel Nässjö, Gislaved och Linköping. 
Kaparna klarade sig kvar i Elitserien men flyttades på grund av bokföringsproblem ner till Allsvenskan i speedway 2008. Den 15 april 2008 meddelade dock klubben att man upphör med sin seniorverksamhet till dess att en ny permanent bana finns i Göteborg. Kaparnas klassiska namn förblev dock, då klubbens 80cc-förare bildat ett gemensamt lag med Örnarna i Mariestad.
27 oktober 2008 försattes Göteborgs Motorsport Klubb i konkurs.

### Malpåse
Klubben finns dock fortfarande kvar, med verksamhet i mindre skala. Permanent bana – Säve Multisportarena sydöst om Göteborg City Airport – har projekterats sedan 2007 och kommer (möjligen) att färdigställas inom de närmaste åren. 2015 meddelade dock att den tilldelade ytan skulle användas för andra ändamål och att ny lokalisering för en ny speedwaybana var under utredning.

## Ordförande
Ordförande var Tommy Rander 1998–2003 samt 2004–2007. På årsmötet 19 mars 2007 valdes Kjell Åshede till hans efterträdare.

## Meriter

### SM-guld
- 1968
- 1970
- 1984
- 2003